# Chris Armas
Christopher Armas (Bronx, Nueva York, Estados Unidos; 27 de agosto de 1972) es un futbolista retirado y entrenador estadounidense. Actualmente dirige al Colorado Rapids de la Major League Soccer.
Como jugador, se desempeñó en la posición de centrocampista. Jugó 12 temporadas en la MLS hasta su retiro en 2007.Fue internacional absoluto con la selección de Puerto Rico y con la selección de los Estados Unidos.

## Carrera como jugador
Después de graduarse de la universidad, Armas pasó 1994 y 1995 jugando para los Long Island Rough Riders de la USISL, siendo seleccionado como All-Star de la USISL. En 1995, los Rough Riders derrotaron al Minnesota Thunder en el Campeonato de la Pro League de la USISL.
En 1996, Armas fue seleccionado por Los Angeles Galaxy en la primera ronda del Draft Suplementario de la Major League Soccer y jugó un papel importante en su primera y segunda temporada. Chicago Fire adquirió Armas en un intercambio para su campaña inaugural de 1998. 
El 19 de abril de 2007, Armas anunció que la temporada 2007 de la MLS con el Chicago Fire sería la última, ya que decidió retirarse. Su retiro se hizo oficial el 13 de noviembre de 2007, luego de permanecer 12 años en la MLS.

## Carrera como entrenador
Después de su retiro, entrenó fútbol juvenil y fue profesor de educación física en la escuela secundaria St. Anthony's High School.El 6 de julio de 2018, Armas fue ascendido a entrenador del New York Red Bulls después de que Jesse Marsch dejara el club para unirse al RB Salzburgo como asistente.
En 2019, los Red Bulls terminaron sextos en la Conferencia Este y fueron eliminados por el Philadelphia Union en la primera ronda de los playoffs. Los Red Bulls quedaron eliminados en la fase de grupos del torneo MLS is Back tras ser derrotados por el FC Cincinnati. El equipo estaba en medio de una mala racha goleadora cuando Armas dejó su cargo en el club el 4 de septiembre de 2020, el día después de una derrota por 1-0 ante el D.C. United.
En 2021, Armas fue contratado como entrenador del Toronto FC, en sustitución de Greg Vanney, quien dejó el club al finalizar su contrato.El 4 de julio de 2021, tras una derrota por 7-1 ante el D.C. United, la mayor derrota en la historia del club y un récord de liga de 1 victoria, 8 derrotas y 2 empates, el equipo anunció que había sido despedido.
En enero de 2023, se confirmó que Armas se había reunido con Jesse Marsch en el Leeds United.Armas fue nombrado entrenador co-interino junto a Michael Skubala y Paco Gallardo tras el despido de Marsch en febrero.El trío dirigió el empate 2-2 en Old Trafford con el Manchester United el 8 de febrero de 2023 y Skubala actuó como único entrenador interino en el derrota en casa contra los mismos oponentes cuatro días después.
El 17 de noviembre de 2023, Armas regresó a la Major League Soccer para entrenar al Colorado Rapids.

## Trayectoria

### Como jugador
| Club                     | País           | Año         |
| ------------------------ | -------------- | ----------- |
| Long Island Rough Riders | Estados Unidos | 1994 - 1995 |
| Los Angeles Galaxy       | Estados Unidos | 1996 - 1997 |
| Chicago Fire             | Estados Unidos | 1998 - 2007 |

### Como entrenador
| Club                                 | País           | Año           |
| ------------------------------------ | -------------- | ------------- |
| Chicago Fire (Adjunto)               | Estados Unidos | 2008          |
| Adelphi University (Equipo femenino) | Estados Unidos | 2011 - 2014   |
| New York Red Bulls (Adjunto)         | Estados Unidos | 2015 - 2018   |
| New York Red Bulls                   | Estados Unidos | 2018-2020     |
| Toronto FC                           | Canadá         | 2021          |
| Leeds United INT                     | Inglaterra     | 2023          |
| Colorado Rapids                      | Estados Unidos | 2023-presente |

## Estadísticas como jugador
ref.
| Los Angeles Galaxy Estados Unidos |               |               |     |    |    |    |    |     |     |    |  |  |  |  |  |
| 1.ª                               | 1996          | 22            | 1   | 0  | 0  | 6  | 2  | 28  | 3   |    |  |  |  |  |  |
| 1.ª                               | 1997          | 28            | 3   | 0  | 0  | 2  | 0  | 30  | 3   |    |  |  |  |  |  |
| Total club                        | Total club    | 30            | 4   | 0  | 0  | 8  | 2  | 58  | 6   |    |  |  |  |  |  |
| Chicago Fire Estados Unidos       |               |               |     |    |    |    |    |     |     |    |  |  |  |  |  |
| 1.ª                               | 1998          | 31            | 1   | 3  | 0  | 5  | 0  | 39  | 1   |    |  |  |  |  |  |
| 1.ª                               | 1999          | 22            | 1   | 0  | 0  | 3  | 0  | 25  | 1   |    |  |  |  |  |  |
| 1.ª                               | 2000          | 16            | 0   | 4  | 0  | 5  | 0  | 25  | 0   |    |  |  |  |  |  |
| 1.ª                               | 2001          | 21            | 0   | 1  | 0  | 6  | 1  | 28  | 1   |    |  |  |  |  |  |
| 1.ª                               | 2002          | 4             | 0   | 0  | 0  | 0  | 0  | 4   | 0   |    |  |  |  |  |  |
| 1.ª                               | 2003          | 25            | 2   | 4  | 1  | 4  | 1  | 33  | 4   |    |  |  |  |  |  |
| 1.ª                               | 2004          | 21            | 1   | 2  | 0  | 0  | 0  | 23  | 1   |    |  |  |  |  |  |
| 1.ª                               | 2005          | 22            | 2   | 0  | 0  | 1  | 0  | 23  | 2   |    |  |  |  |  |  |
| 1.ª                               | 2006          | 27            | 1   | 0  | 0  | 2  | 0  | 29  | 1   |    |  |  |  |  |  |
| 1.ª                               | 2007          | 25            | 0   | 0  | 0  | 3  | 0  | 28  | 0   |    |  |  |  |  |  |
| Total club                        | Total club    | 234           | 10  | 14 | 1  | 29 | 2  | 257 | 11  |    |  |  |  |  |  |
| Total carrera                     | Total carrera | Total carrera | 264 | 12 | 14 | 1  | 37 | 4   | 315 | 17 |  |  |  |  |  |
|                                   |               |               |     |    |    |    |    |     |     |    |  |  |  |  |  |

## Estadísticas como entrenador
| Club                                 | País           | Año       | P   | PG  | PE | PP | Rendimiento |
| ------------------------------------ | -------------- | --------- | --- | --- | -- | -- | ----------- |
| Adelphi University (Equipo Femenino) | Estados Unidos | 2011-2014 | 80  | 47  | 23 | 10 | 68.33%      |
| New York Red Bulls                   | Estados Unidos | 2018-2020 | 71  | 33  | 11 | 27 | 51.64%      |
| Toronto FC                           | Canadá         | 2021      | 15  | 2   | 3  | 10 | 20%         |
| Colorado Rapids                      | Estados Unidos | 2024-Act. | 74  | 28  | 15 | 31 | 44.6%       |
| Total                                | Total          | Total     | 240 | 110 | 52 | 78 | 53.05%      |

## Palmarés

### Como jugador

#### Campeonatos nacionales
| Título                | Club         | País           | Año  |
| --------------------- | ------------ | -------------- | ---- |
| MLS Cup               | Chicago Fire | Estados Unidos | 1998 |
| MLS Supporters Shield | Chicago Fire | Estados Unidos | 2003 |
| US Open Cup           | Chicago Fire | Estados Unidos | 1998 |
| US Open Cup           | Chicago Fire | Estados Unidos | 2000 |
| US Open Cup           | Chicago Fire | Estados Unidos | 2003 |
| US Open Cup           | Chicago Fire | Estados Unidos | 2006 |

#### Campeonatos internacionales
| Título                  | Club                            | País           | Año  |
| ----------------------- | ------------------------------- | -------------- | ---- |
| Copa Oro de la Concacaf | Selección de los Estados Unidos | Estados Unidos | 2002 |
| Copa Oro de la Concacaf | Selección de los Estados Unidos | Estados Unidos | 2005 |

### Como entrenador

#### Campeonatos nacionales
| Título                | Club               | País           | Año  |
| --------------------- | ------------------ | -------------- | ---- |
| MLS Supporters Shield | New York Red Bulls | Estados Unidos | 2002 |